# Michel Diouf
Michel Diouf (Dakar, 4 de marzo de 1990) es un jugador de baloncesto senegalés. Mide 2,08 metros, y juega en la posición de ala-pívot.

## Curiosidades
No hay que confundir con el pívot de mismo nombre y apellido Michel Diogoye Diouf.
En 2004 Michel Diouf llevaba la camiseta del Barcelona por las calles de Pikine, en las afueras de Dakar, sin saber botar una pelota y, ahora, también la lleva, pero en la cancha de los juveniles del equipo catalán, con el que se ha convertido en una de las promesas del baloncesto español. Entonces, casi al mismo tiempo que otro muchacho de Dakar con su mismo nombre y apellido y su misma estatura se iba al Cajasol de Sevilla (Michel Diogoye Diouf), Michel salía hacia Canarias a estudiar y jugar en el Arona de Tenerife, y de allí a Cataluña, para integrarse en las categorías menores de baloncesto del Barcelona.

## Características
Michel Diouf es un jugador rápido y explosivo, que tiene excelentes condiciones físico-atléticas para este deporte. Estas condiciones le ayudan en defensa a la hora de rebotear o colocar tapone pero debe mejorar en los conceptos defensivos. En ataque va acumulando excelentes recursos ofensivos entre los que destaca su jugada favorita, el tiro a la media vuelta desde el poste bajo. Al realizar la suspensión inclinándose ligeramente hacia atrás es muy difícil de taponar. Era uno de los principales referentes del júnior blaugrana cerca del aro, pero no tiene problemas para abrirse y jugar el uno contra uno desde el exterior o incluso lanzar y anotar algún triple. Pero no solo lanza de 3-4 metros, o de zonas más alejadas. También sabe finalizar cerca del aro o en jugadas de transición. Sus condiciones físicas también le permiten jugar por encima del aro en jugadas llenas de espectacularidad.

## Trayectoria deportiva
- 2004-2005 cadete Arona Basket
- 2005-2006 cadete Arona
- 2006-2007 júnior Axa FC Barcelona y circuito sub-20
- 2007-2008 júnior Axa FC Barcelona y circuito sub-20
- 2008-2009 LEB Plata. Gijón Baloncesto
- 2009-2010 LEB Oro. CB Cornellá
- 2010-2011 LEB Oro. Basket Navarra
- 2011-2012 LEB Plata. Tenerife Club de Baloncesto
- 2013-2014 Liga Portuguesa de Basquetebol. Maia Basket Clube
- 2015-2016 LEB Plata. Club Xuventude Baloncesto